# 中能生村
中能生村（なかのうむら）は、かつて新潟県西頸城郡にあった村。

## 沿革
- 1889年（明治22年）4月1日 - 町村制の施行により、西頸城郡小見村、平村、島道村及び柱道村の区域の一部の区域をもって、西頸城郡中能生村が発足する。
- 1901年（明治34年）11月1日 - 西頸城郡東能生村、南能生村、上能生村、西能生村及び中能生村が合併して、西頸城郡能生谷村が発足する。